# Multiply

Multiply est un album de Jamie Lidell produit par Warp Records. Cet album a des sonorités soul et funk, ce qui est assez inhabituel pour Warp records qui produit surtout des albums de musique électronique.
Il y a des invités sur cet album comme Gonzales et Mocky.
A Little Bit More a été utilisée dans une publicité aux États-Unis pour la Target Corporation.

## Track listing
1. "Yougotmeup"
2. "Multiply"
3. "When I Come Back Around"
4. "A Little Bit More"
5. "What's the Use"
6. "Music Will Not Last"
7. "Newme"
8. "The City"
9. "What Is It This Time"
10. "Game for Fools"